# Кащеєв Віталій Олександрович
Віта́лій Олекса́ндрович Каще́єв (20 грудня 1953 —14 липня 2012) — казахський ентомолог, який здобув освіту і певний час працював в Україні. Автор ґрунтовних досліджень жуків-стафілінів (Staphylinidae).

## Життєпис[1]
Віталій Олександрович Кащеєв народився 20 грудня 1953 року у Твері (тоді — Калінін). Він закінчив середню школу № 72 у Харкові (1971) і Харківський національний університет імені В. Н. Каразіна (1976). Навчаючись у школі, він відвідував гурток юних ентомологів, яким керував знаний ентомолог С. І. Медведєв. Вчений прищепив Віталію інтерес до ентомології і той до кінця життя зберіг вдячність до свого вчителя.
Одержавши диплом про вищу освіту, В. Кащеєв два роки вчителював у школах України, здійснив декілька експедицій. Влітку 1978 року він переїжджає до Казахстану і стає лаборантом лабораторії біологічного контролю Інституту зоології Академії наук Казахстану. Невдовзі його переводять на посаду молодшого наукового співробітника.
Протягом декількох років він плідно вивчає на Півдні Казахстану значення нідіколів у регуляції чисельності ектопаразитів великої піщанки (Rhombomys opimus). Йому надана вчена ступінь кандидата (1983), а згодом і доктора біологічних наук (1994), а також присвоєне звання старшого наукового співробітника (1991) і професора (1997). Починаючи з 1993 року і до кінця життя він працював у лабораторії ентомології вказаного інституту як ведучий, а згодом і головний науковий співробітник.
14 липня 2012 року Віталій Олександрович Кащеєв помер.

## Наукова діяльність
У квітні 1989 року він очолив групу дослідників, які поглиблено вивчали ґрунтових безхребетних Казахстану. Після захисту кандидатської дисертації він стає знаним фахівцем по стафіліноїдним  жукам.
У 1970—1978 роках Віталій Олександрович здійснив низку експедицицій по Україні, Кавказу, Центральній Росії, Далекому Сходу, Прибайкаллю та Середній Азії.
В. О. Кащеєв брав активну участь у вивченні екологічного стану екосистем та водно-болотних угідь Прикаспію, дослідженні гірського агробіорізноманіття у Казахстані. Його наукові інтереси включали загальнобіологічні проблеми, питання охорони природи, біологічний контроль за шкідливими комахами. ==
Він описав як нові для науки три роди і 43 види жуків-стафілінід.
У творчому доробку ентомолога — 130 наукових праць, чотири авторських свідоцтва та декілька десятків раціоналізаторських пропозицій.
Під його керівництвом захищено шість кандидатських дисертацій. Він плідно співпрацював із колегами з Японії, США, Європи, стажувався у міжнародному університеті Фукуоке і Національному університеті Токіо.
На честь В. О. Кащеєва названо декілька видів жуків-стафілінід.